# Carex brunnea
Espèce
Classification phylogénétique
Carex brunnea est une espèce de plantes du genre Carex et de la famille des Cyperaceae.